# 和榜
和榜，另译霍本、和邦等，是缅甸掸邦東枝縣下辖的一个镇。2007年，在此镇附近发现了一个新物种——火翅金钻灯鱼。